# Ivan Fjodorovič Baljuk
Ivan Fjodorovič Baljuk (rusko Иван Фёдорович Балюк), sovjetski letalski častnik, vojaški pilot in letalski as, * 3. april 1919, Krolovec, † 1993, Rostov na Donu. 
Baljuk je v svoji vojaški karieri dosegel 22 samostojnih in 16 skupnih zračnih zmag.

## Življenje
Leta 1940 je končal šolanje na Čugujevski vojnoletalski akademiji.
Pozneje je postal pripadnik 38. lovskega letalskega polka, 237. lovskega in 54. gardnega lovskega letalskega polka.
S I-153, Jak in P-39 Airacobra je opravil več kot 500 bojnih poletov.

## Odlikovanja
- heroj Sovjetske zveze (24. avgust 1943)
- red Lenina
- 2x red rdeče zastave
- red Aleksandra Nevskega
- 2x red domovinske vojne 1. stopnje
- red rdeče zvezde